# Hypsioma amydon
Hypsioma amydon är en skalbaggsart som beskrevs av Dillon 1945. Hypsioma amydon ingår i släktet Hypsioma och familjen långhorningar. Inga underarter finns listade i Catalogue of Life.